# Отажет
Отаже́т (фр. Hautaget, окс. Hauthaget) — коммуна во Франции, находится в регионе Юг — Пиренеи. Департамент — Верхние Пиренеи. Входит в состав кантона Сен-Лоран-де-Нест. Округ коммуны — Баньер-де-Бигор.
Код INSEE коммуны — 65217.

## География

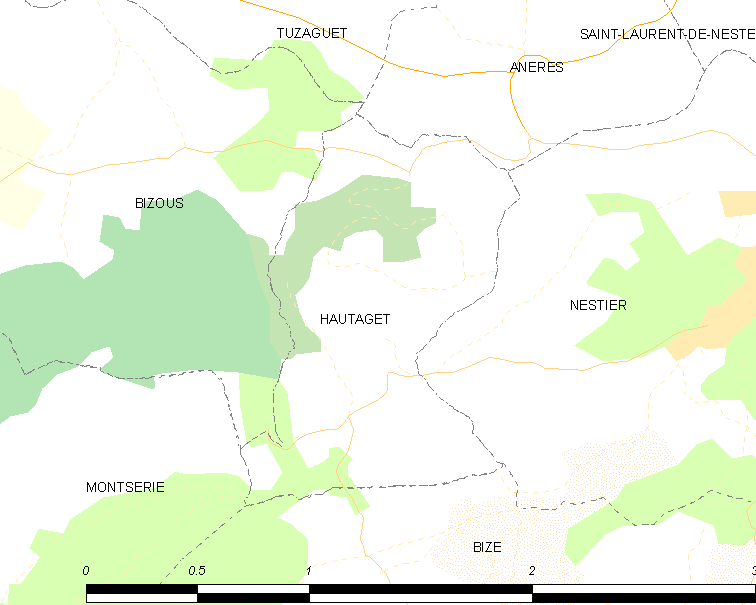
Карта коммуны

Коммуна расположена приблизительно в 670 км к югу от Парижа, в 105 км юго-западнее Тулузы, в 37 км к юго-востоку от Тарба.

## Климат
Климат умеренно-океанический с солнечной тёплой погодой и обильными осадками на протяжении практически всего года.

## Население
Население коммуны на 2010 год составляло 48 человек.
| 1962 | 1968 | 1975 | 1982 | 1990 | 1999 | 2010 |
| ---- | ---- | ---- | ---- | ---- | ---- | ---- |
| 68   | 59   | 55   | 43   | 30   | 31   | 48   |

## Администрация
| Период | Период | Фамилия           | Партия | Примечания |
| ------ | ------ | ----------------- | ------ | ---------- |
| 2001   | 2020   | Жан-Франсуа Фурке |        |            |

## Экономика
В 2010 году среди 34 человек трудоспособного возраста (15-64 лет) 26 были экономически активными, 8 — неактивными (показатель активности — 76,5 %, в 1999 году было 100,0 %). Из 26 активных жителей работали 26 человек (12 мужчин и 14 женщин), безработных не было. Среди 8 неактивных 2 человека были учениками или студентами, 4 — пенсионерами, 2 были неактивными по другим причинам.

## Достопримечательности
- Часовня Нотр-Дам